# Пафнутовский сельсовет
Пафну́товский сельсовет — административно-территориальное образование, подчинённое городу областного значения Семёнов в Нижегородской области Российской Федерации.
В рамках организации местного самоуправления территория сельсовета входит в  городской округ Семёновский. С 2004 до 2011 года сельсовет как муниципальное образование имел статус сельского поселения в составе Семёновского муниципального района.
В рамках административно-территориального устройства сельсовет до 2011 года входил в Семёновский район Нижегородской области.
Административный центр сельсовета — село Пафнутово

## Населённые пункты
В сельсовет входят 13 населённых пунктов:
| №  | Населённый пункт | Тип     | Население |
| -- | ---------------- | ------- | --------- |
| 1  | Большая Дуброва  | деревня | ↘43       |
| 2  | Грязновка        | деревня | ↘7        |
| 3  | Еремино          | деревня | ↗10       |
| 4  | Зубово           | деревня | ↘285      |
| 5  | Клопиха          | деревня | ↘11       |
| 6  | Ключи            | деревня | 14        |
| 7  | Малая Дуброва    | деревня | ↘14       |
| 8  | Пафнутово        | село    | ↘196      |
| 9  | Песочное         | деревня | ↘74       |
| 10 | Плюхино          | деревня | ↗47       |
| 11 | Сапы             | деревня | ↘0        |
| 12 | Труново          | деревня | ↗6        |
| 13 | Яблонное         | деревня | ↘0        |

Исчезнувшие населенные пункты
- Поляны